# Confederação Geral dos Trabalhadores
Confederação Geral dos Trabalhadores foi uma central sindical brasileira.
Foi fundada em março de 1986 com o nome de Central Geral dos Trabalhadores (CGT), substituindo a Coordenação Nacional da Classe Trabalhadora (Conclat). Em 1988 mudou seu nome para Confederação Geral dos Trabalhadores, mantendo a sigla CGT, mas no ano seguinte, uma divisão interna levou à reativação da Central Geral dos Trabalhadores, o que fez com que passassem a existir duas CGTs. A Confederação Geral dos Trabalhadores se fundiu em 2007 a outras centrais para dar origem à União Geral dos Trabalhadores (UGT).